# 月刊挑戦者
『月刊挑戦者』または『挑戦者月刊』（繁体字: 《挑戰者月刊》）は台湾の全力出版が2004年5月から2008年6月まで発行していた月刊誌。4年2ヶ月で50号まで刊行された。毎月1日発売。編集長は林依俐。掲載内容は漫画、小説が中心で、ほかにゲームや映画を紹介する企画コーナーがあった。また、読者の投稿と交流を積極的に奨励していた。創作は台湾の作家によるものが中心だった（初期には手塚治虫など少数の日本の漫画作品や小説もあった）。表紙絵は50号すべて緒方剛志が担当した。
2008年6月1日発行の6月号を最後に正式に休刊となったが、同時にオンラインのコミックサイト「ComiComi」の計画に着手し、そこで雑誌作品の連載を継続した。

## 日本の漫画・小説の掲載
創刊号から2年半にわたって手塚治虫の短編漫画が掲載された。小説では、やはり創刊号から東野圭吾『名探偵の掟』（訳：林依俐）が連載され、その後、阿刀田高の短編集『コーヒー党奇談』（全12編）も連載された。芥川龍之介と宮沢賢治の短編小説も1編ずつ掲載されている。
ほかにも、菊地秀行インタビュー（2004年8月号、2005年5月号）、表紙絵担当の緒方剛志へのインタビュー（2005年6月号）、東野圭吾インタビュー（2005年7月号）など、日本の創作者に注目した企画があった。
また、『化物語』のイラストなどで知られるVOFANが第3号（2004年7月号）から「Colorful Dreams」を連載しており、阿刀田高の短編連載の際のイラストも担当している。

## 現在の主要連載作品

### 漫画
- Colorful Dreams（VOFAN、2004年7月号～）
- 機甲盤古（林迺晴（zh）、2005年7月号～）
- 星光墜在希伯來（zh）（簡嘉誠（zh）、2006年6月号～）
- 毛球突擊隊（梁紹先、2006年7月号～）
- 日日美好（SALLY、2006年8月号～）
- 企鵝皮的胡言亂語（陳南羽、2007年3月号～）
- 皮皮狗（敖幼祥（zh）、2008年2月号～）
- Welcome To Forest !（張季雅、2007年12月号～）

### 小説
2007年8月現在、連載作品なし

### 不定期連載作品
- 超幻神KIDSAVIOR i（黑炭、2004年8月号～2007年から休載中？）
- 負之成像（有馬拓也、2004年12月号、2006年5月号）
- 龍醫生（鏡漟、2006年5月号～6月号、2007年2月号～3月号）
- 滄胄神機（有馬拓也、2008年1月号～2008年2月号）
- 地獄特遣隊（梁紹先、2007年8月号～）

## 完結した連載作品

### 漫画
- 手塚治虫短篇傑作選（手塚治虫、2004年5月号～2006年10月号）
- 轉大人（彭傑、2004年5月号～7月号）
- 救贖之詩（黑炭、2004年5月号～7月号）
- 創漫小劇場（韋宗成、2004年5月号～7月号）
- 飛行俱樂部（zh）（林迺晴、2004年8月号～2005年4月号）
- 勇者（彭傑、2004年8月号～2005年5月号）
- 譯言難盡（黑炭、2004年10月号、2005年1月号、2005年4月号）
- 天國之門（梁紹先、2005年1月号～2月号、5月号～6月号、9月号～10月号、2006年1月号～3月号）
- 哈姆雷特（孟宸（zh）、2005年11月号～2006年7月号）
- 總管的慣例（SALLY、2006年2月号～4月号）
- 三國玫瑰（羅罐中＝任正華（zh）、2006年11月号～2007年3月号）
- 非常關係（孟宸、2007年4月号～2007年12月号）
- 酷頭與哈妹（敖幼祥、2006年8月号～2007年12月号）

### 小説
- 名偵探的守則（東野圭吾、2004年5月号～2005年4月号） - 名探偵の掟
- 泰洛城（饒宇芊、2004年5月号～2005年7月号）
- 河川系列（饒宇芊、2004年8月号～2005年9月号）
- 藍色謊言（李知昂、2004年11月号～12月号）
- 與犬共舞（凌徹、2005年5月号～6月号）
- 地獄管風琴（饒宇芊、2005年10月号～12月号）
- 生命之環（李伍薰、イラスト：有馬拓也、2005年8月号～2007年6月号）
- 血痕（林依俐、2005年11月号～2006年1月号）
- 星間衝擊（李知昂、イラスト：SALLY、2006年1月号～2007年5月号）
- 阿刀田高短篇傑作選（阿刀田高、イラスト：VOFAN、2006年2月号～2007年1月号）
- 風色幻想6番外故事（焚離、イラスト：莫里卡瓦、阿左、2007年12月号～2008年6月号）

### その他
- 名偵探的書房（2004年5月号～2005年4月号）
- 從新人獎看漫畫（館林見晴、2005年4月号～2006年11月号）
- 跟著小說遊日本（蕭浩生、2006年2月号～2007年1月号）
- 呼耶耶系列（姚舜庭、2006年8月号～2006年11月号）
- 噗元新世紀（姚舜庭、2006年12月号～2007年2月号）

## 過去に掲載された短編作品

### 漫画
- 自閉雞蛋輔導會（林迺晴、2004年5月号）
- FORGETTER（林迺晴、2004年5月号）
- 寶箱獵人（林迺晴、2004年6月号）
- 30小時時鐘（林迺晴、2004年7月号）
- 彩色漫畫田（林迺晴、2004年9月号）
- 夢魘（梁紹先、2004年10月号）
- DragonFishing（鏡漟、2004年11月号）
- 懷湘玉（孟宸、2005年3月号）
- 冰封世界（鏡漟、2005年4月号）
- 口袋天氣（林迺晴、2005年5月号）
- 月之子（孟宸、2005年6月号）
- 漫畫家真有出息（林迺晴、2005年6月号）
- 沈默的勝負（SALLY、2005年7月号）
- 小紅帽愛上大野狼（簡嘉誠、2005年8月号）
- 仙女（原作：饒宇芊／漫画：孟宸、2005年8月号）
- 可樂的海洋公園（鏡漟、2005年8月号）
- 潛行者-Stalker-（SALLY、2005年9月号）
- Trace（簡嘉誠、2005年10月号）
- 畫像的羈絆（簡嘉誠、2005年12月号）
- 小蓮之奇想事件簿（東、2006年1月号～2月号）
- 最美的女人（簡嘉誠、2006年4月号）
- 天國之球（梁紹先、2006年6月号）
- 超時空國父（梁紹先、2006年10月号）
- 夏妮兒（孟宸、2006年11月号～12月号）
- 台中（超辣）大雞排（張季雅、2007年2月号、「投稿戰場1985」入選作）
- 鏡頭（余品翰、2007年3月号、「投稿戰場1985」入選作）
- 帶我去球場（張季雅、2007年4月号）
- The pigeons in London（張岳印、2007年4月号、「投稿戰場1985」入選作）
- 忘卻的熱情（張季雅、2007年5月号）
- 我們迷獅子（張季雅、2007年6月号～7月号）
- 不連續的記憶（張季雅、2007年8月号）
- 留下的理由（張季雅、2007年9月号～10月号）
- 薛菲爾德老太太與她的貓（張季雅、2007年11月号）

### 小説
- 手機鈴響（李知昂、2004年5月号）
- 桃太郎（芥川龍之介、2004年5月号） - 桃太郎
- 阿達與奈米魔幻兵團（黃海、2004年7月号）
- 億萬諸神（黃海、2004年8月号）
- 山梨（宮澤賢治、2004年9月号） - やまなし
- 以星之名（李知昂、2004年9月号）
- 惡魔工作站（林依俐、2004年9月号）
- 中山樵的一日（蕭浩生、2004年10月号）
- 奇蹟聽證會（李知昂、2005年2月号）
- 超頻檢察官（李知昂、2005年4月号）
- 黑暗帝國的子民（李伍薰、2005年6月号）
- 天父的禮物（李知昂、2005年7月号）
- 無盡的光源（李知昂、2005年8月号）
- 不沈的要塞（李知昂、2005年9月号）
- 天國大樂透（東、2006年7月号）
- 難忘的盛夏（池家瑜、2007年2月号、「投稿戰場1985」入選作）
- 逐日（黃豪平、2007年2月号、「投稿戰場1985」入選作）
- 選擇（陳奎安、2007年3月号、「投稿戰場1985」入選作）
- 許願娃娃（張亦宗、2007年3月号、「投稿戰場1985」入選作）
- 小雪（池家瑜、2007年4月号）
- 湧春（案山子、2007年5月号）
- 我的爸爸是勇者（李伍薰、2007年8月号）

### 手塚治虫短篇傑作選
- 安達之原（2004年5月号） - 安達が原
- 白縫（2004年6月号） - 白縫
- 荒野七人行（2004年7月号） - 荒野の七ひき
- 加納先生（2004年7月号） - カノン
- 玻璃之腦（2004年8月号） - ガラスの脳
- 下雨小僧（2004年9月号） - 雨降り小僧
- 山梨（原作：宮澤賢治、2004年9月号） - やまなし
- 繆斯與首領（2004年10月号～12月号） - ミューズとドン
- 小露在風中（2005年1月号） - るんは風の中
- 比助之橋（2005年2月号） - ころすけの橋
- 原人伊司（2005年3月号） - 原人イシの物語
- 山太郎歸鄉（2005年4月号） - 山太郎かえる
- 0次元之丘（2005年5月号） - 0次元の丘
- 阿主（2005年6月号） - おぬし
- 月世界的人（2005年7月号） - 月世界の人間
- 太鼓進行曲（2005年8月号） - てけてけ太鼓
- 紋紋山在哭泣（2005年9月号） - モンモン山が泣いてるよ
- 奇動館（2005年10月号） - 奇動館
- 虫少年一代記（2005年11月号） - がちゃぼい一代記
- 小次與我（2005年12月号） - ヤジとぼく
- 畫紙堡壘（2006年1月号） - 紙の砦
- 仲夏夜之死（2006年2月号） - 刑事もどき-エムレット
- 空腹藍調（2006年3月号） - すきっ腹のブルース
- 往1985出發（2006年4月号） - 1985への出発
- 教父之子（2006年5月号） - ゴッドファーザーの息子
- 雙頭蛇（2006年6月号） - 双頭の蛇
- 墜落機（2006年7月号） - 墜落機
- 兩個故事（2006年8月号） - 二つのドラマ
- 溶解者（2006年9月号） - 溶ける男
- 隕石坑上的男人（2006年10月号） - クレーターの男

### 阿刀田高短篇傑作選
- 咖啡黨奇談（2006年2月号） - コーヒー党奇談
- 看見霧的男人（2006年3月号） - 霧を見た男
- 橋邊（2006年4月号） - 橋のたもと
- 藍色箱子（2006年5月号） - 青い箱
- 似水流逝（2006年6月号） - 水の流れのように
- 遇見父親（2006年7月号） - 父に会う
- 砂之時間（2006年8月号） - 砂の時間
- 地角海崖（2006年9月号） - 地の果て岬
- 橫式信封（2006年10月号） - 横書きの封筒
- 來到田澤湖（2006年11月号） - 田沢湖まで
- 守護神（2006年12月号） - 守り神
- 歸於塵土（2007年1月号） - 土に還る

## 巻頭特集一覧

### 2004年
- 創刊作家介紹-彩頁特集（5月号）
- 推背圖的神秘（6月号） - 推背図（中国の詩集・予言書）の神秘
- 台灣日本動漫畫相關學校介紹（7月号） - 台湾・日本の漫画アニメ関連学校紹介
- 多情夏日-誌上作家彩稿競作（8月号）
- 奇幻之月-月亮的神話與科學（9月号） - 奇幻の月 - 月の神話と科学
- 光輝十月-辛亥革命（10月号）
- 碁之道-圍棋的歷史（11月号） - 碁の道 - 囲碁の歴史
- 快樂聖誕-誌上作家彩稿競作（12月号） - メリークリスマス - 誌上作家カラーイラスト競作

### 2005年
- 福爾摩斯全紀錄（1月号） - シャーロック・ホームズ全記録
- 浪漫情人節-誌上作家彩稿競作（2月号） - ロマンティック・バレンタイン - 誌上作家カラーイラスト競作
- 運動漫畫200作（3月号） - スポーツ漫画200作
- 好書50選（4月号）
- 創刊週年慶-誌上作家彩稿競作（5月号） - 創刊1周年記念 - 誌上作家カラーイラスト競作
- 鍊金術的世界（6月号） - 錬金術の世界
- 推理世界漫遊（7月号） - 推理世界漫遊
- 夏日海岸豔陽照-誌上作家彩稿競作（8月号）
- 哆啦A夢的時代-附詳細年表（9月号） - ドラえもんの時代 - 詳細年表付き
- 第二次世界大戰軍服特集（10月号） - 第2次世界大戦軍服特集
- 漫畫之神的軌跡-手塚作品誌上作家彩稿競作（11月号） - 漫画の神の軌跡 - 手塚作品誌上作家カラーイラスト競作
- 忍者忍術忍法特集（12月号） - 忍者忍術忍法特集

### 2006年
- 充滿魔力的美味-料理漫畫21選（1月号） - 魔力に満ちた美味しさ - 料理漫画21選
- 年畫賀新春-誌上作家彩稿競作（2月号）
- 醫學小說、漫畫、電影大集合（3月号） - 医療小説、医療漫画、医療映画大集合
- 奇幻小說的世界（4月号） - ファンタジー小説の世界
- 創刊二週年慶-誌上作家彩稿競作（5月号） - 創刊2周年記念 - 誌上作家カラーイラスト競作
- 華麗的塔羅世界（6月号） - 華麗なタロットの世界
- KERORO軍曹終極特集（7月号） - ケロロ軍曹究極特集
- 盛夏清涼彩稿祭（8月号）
- 恐怖創作特集（9月号） - ホラー創作特集
- 科幻創作特集（10月号） - SF創作特集
- 有阿噗的生活呼耶耶-誌上作家彩稿競作（11月号）
- OH!MY MAID-女僕世界大觀（12月号） - OH! MY MAID-メイド世界大鑑

### 2007年
- 畫筆譜戀曲-戀愛漫畫特集（1月号） - 恋愛漫画特集
- 年節百景賀新春-二零零柒丁亥呼耶（2月号）
- 人類最好的夥伴-動物漫畫特集（3月号） - 人類最良の仲間 - 動物漫画特集
- 星光墜在希伯來-單行本發售特集（4月号） - 「星光墜在希伯來」（zh） - 単行本発売特集
- 創刊三週年慶-誌上作家彩稿競作（5月号） - 創刊3周年記念 - 誌上作家カラーイラスト競作
- 淺談風水, 概觀陰陽（6月号）
- 史上最愉快的科舉考試-機甲盤古特集（7月号） - 歴史上最も愉快な科挙試験 - 「機甲盤古」（林迺晴（zh））特集
- 涼快度一夏-誌上作家彩稿競作（8月号）
- 輕鬆一下！搞笑漫畫特集（9月号） - ギャグ漫画特集
- 豪情義薄雲天！戰國VS三國特集（10月号） - 戦国VS三国特集
- 入秋濃濃楓葉紅 秋之禮讚彩稿特輯（11月号）
- 粉色童話夢、甜蜜在心頭 歐洲童話故事特輯（12月号） - ヨーロッパ童話特集

### 2008年
- 純白天使情 暗黑惡魔心-天使&惡魔 特輯（1月号）
- 鼠年數來寶 新年新氣象-新春彩稿 特輯（2月号）
- 輕小說暴走 新文學始動-輕小說の暴走（3月号） - 軽小説暴走 新文学始動 - ライトノベルの暴走
- 歷史的過往 文化的未來-人類歷史的繼往開來（4月号）
- 持續四年的挑戰 來自四方的祝福-挑戰者四歲生日快樂（5月号） - 挑戦者4歳のハッピーバースデイ
- 刊載回憶五十月 休嘆別離道再見-Goodbye! and challenger FOREVER!（6月号）